# Погорецкий, Николай Анатольевич
Николай Анатольевич Погорецкий (укр. Погорецький Микола Анатолійович; 18 декабря 1960 года, с. Неделково, Савранский район, Одесская область, УССР, СССР) — советский и украинский правовед, сотрудник органов прокуратуры, Комитета государственной безопасности СССР, СБУ, преподаватель, адвокат. Доктор юридических наук, профессор.
Ветеран боевых действий в Афганистане. Ветеран военной службы СБУ, полковник СБУ в запасе. Член Национальной ассоциации адвокатов Украины.
С июля 2011 года — профессор, и. о. заведующего, а с мая 2012 по май 2021 года заведующий кафедрой правосудия юридического факультета (с июня 2020 года института права) Киевского национального университета имени Тараса Шевченко.

## Биография
Родился в 1960 году в селе Неделково Одесской области, УССР, СССР.
В 1978 году окончил Савраньскую среднюю школу. После окончания школы с октября 1978 по май 1979 работал каменщиком Савранского межколхозстроя Одесской области.
С мая 1979 по май 1981 проходил срочную военную службу в Вооруженных силах СССР. Участник боевых действий в Афганистане.
В 1985 году с отличием окончил судебно-прокурорский факультет Харьковского юридического института им. Ф. Джержинского по специальности «Правоведение» и получил квалификацию «юрист».
В 1996 году без отрыва от военной службы в органах Службы безопасности Украины защитил кандидатскую диссертацию «Правоотношение следователя с органом дознания, начальником следственного отдела и прокурором» (НЮУ Украины им. Ярослава Мудрого в Харькове). В 2002 р. присвоено ученое звание доцента кафедры уголовного процесса.
В 2006 году после окончания стационарной докторантуры Национальной академии Службы безопасности Украины в Киеве защитил докторскую диссертацию «Теоретические и практические проблемы использования материалов оперативно-розыскной деятельности в уголовном процессе (по материалам Службы безопасности Украины)» (КНУВД, Киев). В 2009 году присвоено учёное звание профессора кафедры уголовно-правовых дисциплин.

## Практическая юридическая деятельность
В декабре 1984 года назначен на должность стажера прокуратуры Московского района Харькова. С июля 1985 по август 1986 работал в должностях прокурора отдела по надзору за рассмотрением уголовных дел в судах, прокурора следственного управления прокуратуры Харьковской области.
С августа 1986 по 2011 год проходил военную службу в органах государственной безопасности (КГБ → СБУ) на следственных, оперативных, контрразведывательных и руководящих должностях. Дослужился до начальника управления. Полковник СБУ в отставке. Ветеран военной службы СБУ.
С апреля 2012 года по настоящее время — адвокат, член Национальной ассоциации адвокатов Украины. Глава научно-практического совета при Совете адвокатов Киевской области.

## Научно-педагогическая деятельность[3]
В 2006 году, после окончания стационарной докторантуры Национальной академии Службы безопасности Украины (г. Киев), защитил докторскую диссертацию «Теоретические и практические проблемы использования материалов оперативно-розыскной деятельности в уголовном процессе (по материалам Службы безопасности Украины)» в Киевском национальном университете внутренних дел.
С февраля 2007 года по апрель 2008 года был откомандирован в Совет национальной безопасности и обороны Украины с оставлением на военной службе в Службе безопасности Украины, где занимал должности главного научного сотрудника, а с июня 2007 по апрель 2008 года — первого заместителя руководителя Межведомственного научно-исследовательского центра по проблемам борьбы с организованной преступностью и коррупцией СНБО. Являлся заместителем председателя научного совета МНДЦ СНБО Украины и членом научного совета СНБО Украины, заместителем главного редактора журнала «Борьба с организованной преступностью и коррупцией (теория и практика)».
С июля 2011 года — профессор, и. о. заведующего, а с мая 2012 года по май 2021 года — заведующий кафедрой правосудия юридического факультета (с июня 2020 года Института права) Киевского национального университета имени Тараса Шевченко.
С мая 2021 года по настоящее время — проректор по научно-педагогической работе Киевского национального университета имени Тараса Шевченко.
С 1997 года занимаюсь научно-педагогической деятельностью, в том числе по совместительству, занимая должности: старшего преподавателя, доцента кафедры уголовного процесса Национальной юридической академии Украины имени Ярослава Мудрого; доцент, профессор кафедры оперативно-розыскной и контрразведывательной деятельности, профессор кафедры расследования преступлений, отнесенных к компетенции Службы безопасности Украины, Института подготовки следователей для Службы безопасности Украины при Национальной юридической академии Украины имени Ярослава Мудрого; профессора кафедр уголовного процесса, оперативно-розыскной деятельности Луганского государственного университета внутренних дел им. Э. О. Дидоренко; профессора кафедр уголовно-правовых дисциплин, оперативно-служебной деятельности, уголовного процесса Киевского национального университета внутренних дел (ныне — Национальная академия внутренних дел); старшего, ведущего научного сотрудника Института изучения проблем преступности им. В. В. Сташиса Национальной академии правовых наук Украины; главный научный сотрудник Национальной академии Службы безопасности Украины; главного научного сотрудника и преподавателя-тренера Национальной школы судей Украины.
В 2008—2018 годах был экспертом, заместителем председателя экспертного совета по вопросам проведения экспертизы диссертаций МОН Украины по национальной безопасности и специальным проблемам обороны и оборонно-промышленного комплекса, председателем государственных аккредитационных комиссий МОН Украины, членом научно-консультативного совета Высшего специализированного суда Украины по рассмотрению гражданских и уголовным делам, научным советником Киевского регионального центра Национальной академии правовых наук Украины.
В течение 2007—2021 годов член рабочих групп по подготовке законопроектов и автор научных выводов к проектам законов по вопросам деятельности судебных, правоохранительных органов и правозащитных организаций.
С сентября 2012 года — председатель диссертационного совета Д 26.001.05 Киевского национального университета имени Тараса Шевченко по защите кандидатских и докторских диссертаций по специальностям 12.00.08 — уголовное право и криминология; уголовно-исполнительное право; 12.00.09 — уголовный процесс и криминалистика; судебная экспертиза; оперативно-розыскная деятельность; 12.00.lО- судоустройство; прокуратура и адвокатура. С 2015 года — главный редактор профессионального научно-практического международного журнала «Вестник уголовного судопроизводства».
С марта 2018 года — член научно-консультативного совета Верховного суда.
С апреля 2019 года — член научно-консультативного совета Конституционного суда Украины.
С августа 2019 года — член рабочей группы по реформированию уголовной юстиции Комиссии по правовой реформе при Президенте Украины.
С октября 2020 года — эксперт/консультант Координатора проектов ОБСЕ в Украине.
Член редколлегий отечественных и зарубежных научно-практических юридических журналов и сборников научных работ, в частности: «Право Украины», «Слово национальной школы судей Украины», «Ochrona prawna pokrzywdzonego» и другие.
Автор и соавтор более 600 научных и учебно-методических работ.
Участвовал в более чем сотне научно-практических международных и отечественных конференциях, форумах, «круглых столах» 3 проблем правотворческой и правоприменительной деятельности. В некоторых из них был организатором и модератором.
В январе-феврале 2019 года проходил стажировку в Европейском суде по правам человека по особенностям порядка обращения в Европейский Суд по правам человека.
Под научным руководством (консультированием) защищены 59 диссертаций (14 докторов наук, 43 кандидата наук и 2 доктора философии).

## Награды
Награжден более 50 государственными, зарубежными, ведомственными и общественными отличиями.

## Семья
Женат. Имеет троих сыновей.